# Hancock (film)
A Hancock egy 2008-as amerikai film Will Smith, Charlize Theron és Jason Bateman főszereplésével. A történetet Vincent Ngo még 1996-ban írta meg, s ezt követően sokáig hevert megvalósítatlanul Hollywood berkeiben. A projekttel kapcsolatban több rendező neve is felmerült, így Tony Scott, Michael Mann, Jonathan Mostow és Gabriele Mucchino is, mígnem Peter Berg kapta a megbízást. A filmet, melyet eredetileg Smith előző filmje, a Legenda vagyok előtt terveztek leforgatni, Los Angelesben vették fel. Az Amerikai Filmszövetség kétszer illette R, azaz 17 éven felülieknek szóló korhatárral a Hancockot, mielőtt a szükséges vágásokkal megkapta a stúdió által preferált PG-13-as besorolást.
A film világpremierje a 30. Moszkvai Nemzetközi Filmfesztiválon volt 2008. június 19-én, ahol a nyitófilm szerepét töltötte be. A nagyközönség elé számos országban egyszerre, a 2008. július 2-át követő hétvégén került, így Észak-Amerikában és Magyarországon is. A Hancockot túlnyomó részt elutasítóan fogadta a kritika, azonban a jegyeladásokból csakhamar több százmillió dollár folyt be világszerte.

## Történet
Hancockot, a lecsúszott szuperhőst megveti a közvélemény. Mikor megmenti egy PR-főnök, Ray Embrey életét, a férfi segítséget nyújt Hancocknak a rehabilitációban, miközben a hős szemet vet Embrey csinos feleségére, Maryre.

## Szereplők
- Will Smith mint John Hancock (magyar hangja Kálid Artúr)

Alkoholista, lecsúszott, kíméletlenül szarkasztikus szuperhős. Sérthetetlen, emberfeletti erővel rendelkezik és képes a szuperszonikus repülésre. A repülés valósághűbb megjelenítése érdekében Smith-t gyakran függesztették fel kábelekkel 60 méter magasságba, ahol óránkénti 80 kilométeres sebességgel hajtották.
- Jason Bateman mint Ray Embrey (magyar hangja Gyabronka József)

Vállalati public relations tanácsadó, akinek Hancock megmenti az életét. Bateman a szerepéről így nyilatkozott: „Mókás dolog volt játszani ezt a nagyon idealista fickót, aki megpróbálja talpra állítani ezt az öngyilkos hajlamú, hajléktalan alkoholistát, aki aztán rámászik a feleségére. Mókás dolog volt. Az áldozatot játszani mókás dolog.”
- Charlize Theron mint Mary Embrey (magyar hangja Pikali Gerda)

Ray felesége.

## Háttér

### Előkészületek
Vincent Ngo 1996-ban vetette papírra a Tonight, He Comes címmel ellátott szkriptjét. A vázlat egy zűrös 12 évesről és egy bukott szuperhősről szólt, s először Tony Scott lehetséges projektjeként került számításba. 2002-ben Akiva Goldsman figyelt fel rá, s mivel különösképp elnyerte tetszését, megvásárlására buzdította Richard Sapersteint, az Artisan Entertainment fejlesztési és produkciós elnökét. Michael Mannt jelölték ki rendezőnek, azonban ő a Miami Vice mellett döntött. Az Artisan végül újfent áruba bocsátotta a szkriptre vonatkozó jogokat, amiket Goldman szerzett meg.
Ezt követően Vince Gilligan és John August végeztek simításokat Ngo írásán, míg a rendezői szék várományosa Jonathan Mostow lett. Az ő felügyelete alatt készült el egy tíz oldalas kiegészítés Will Smith színészre szabva a főszerepet. Több stúdió is jelentkezett a film finanszírozására, s 2005 februárjában a Columbia Picturesé lett a lehetőség. A megállapodás véglegesítése után Gilligan által egy második vázlata is elkészült a forgatókönyvnek, a bemutatót pedig 2006 végére tűzték ki.
2005 novemberében Mostow és Smith a szerződést is aláírta, a munkálatok megkezdése pedig 2006 nyarán volt esedékes Los Angelesben. Smith közben elkötelezte magát a Tonight, He Comes utánra tervezett Legenda vagyokhoz is; olyan megállapodást írt alá a Warner Bros.-szal, hogy ha bármilyen okból végül mégsem valósul meg szereplése a filmben, akkor is megkapja gázsiját. Mostow kreatív különbségekre hivatkozva otthagyta a produkciót, helyére Gabriele Muccino olasz direktor került 2006 májusában. Mivel azonban Muccinót nagyon lefoglalta A boldogság nyomában vágása – amiben egyébként Smith-szel dolgozott együtt -, Smith megcserélte két filmjének forgatását, így megkezdte munkáját a 2007 decemberi premierre szánt Legenda vagyokon. Rövidesen azonban Muccino is kilépett a Tonight, He Comesból, mert összeférhetetlenségbe ütközött a történet megfilmesítésével kapcsolatban. A stúdió így elhalasztotta a film munkálatait 2007 nyarára.

### Forgatás
2006 októberében Peter Berg csatlakozott a projekthez rendezőként, a forgatás megkezdését pedig 2007 májusára tervezték Los Angelesben, a történet eredeti helyszínén. Berg éppen A királyság forgatásának közepén tartott, mikor tudomást szerzett a filmről, így felhívta Michael Mannt, aki producerként csatlakozott. Az új direktor a Las Vegas, végállomáséhoz hasonlította az új szkript hangvételét, úgy írva le azt, mint „maró jellemtanulmány egy öngyilkos hajlamú, alkoholista szuperhősről”. A rendező az újraírásról azt mondta, „Az ötletet királynak gondoltuk, de kicsit derűsebbé akartuk tenni. Mindannyian.” Mielőtt 150 milliós költségvetés mellett 2007. július 3-án kezdetét vették a felvételek, a Tonight, He Comes címet John Hancockra változtatták, majd ez tovább rövidült Hancockra. A helyszíneket, így a Hollywood Boulevardot is viharvertté, törmelékkel telivé varázsolták, tele felborult járművekkel és lángoló tereptárgyakkal. Smith szerepe szerint alkoholista, így az italboltok díszleteit a stáb ál-címkékkel ellátott, fiktív márkájú palackokkal töltötte meg, úgymint a „Pap Smear Vodka”. A valós cégek ugyanis, köztük a Thunderbird és a Night Train forgalmazója visszautasította nevének használatát a filmben.
A Hancock Berg első filmje, melyben a vizuális effektek központi szerephez jutnak. A rendező a számítógép-animációs csatajelenetet kedvelte a legkevésbé, mivel csak korlátozott irányítással rendelkezett a jelenet kialakításában. Véleménye szerint, „Mikor a harcjelenet elkezdődik, nagyon visszaszorulsz és az effektes fiúk kezében vagy… hacsak nem összpontosítanak valóban szakmailag, tényleg ez az az időszak, amikor a rendező a legkisebb kontrollal rendelkezik.” Berg és a többi stábtag igyekezett minimálisra vágni az összecsapást, mivel úgy vélték, a film sikere Smith karaktere, John Hancock jellemtanulmányozásában rejlik, akárcsak Robert Downey Jr. esetében, akinek A Vasember-beli alakítása sok dicséretben részesült két hónappal a Hancock bemutatója előtt. A rendező elmondása szerint, ha a Hancock az előzetes várakozások szerint teljesít a mozikasszáknál, valószínű a folytatása.

## Bemutató

### Korhatár és cím
Az Amerikai Filmszövetség (MPAA) két alkalommal is arra a döntésre jutott, hogy a filmet az R korhatár-kategóriába osztja be, szemben az alkotók által preferált, szélesebb potenciális közönséget biztosító PG-13-mal. Az erre indokot szolgáltató kritikus elemekhez tartozott, amint Smith szerepe szerint alkoholt fogyaszt egy 17 éves előtt, illetve alkoholos befolyásoltság alatt repül. A film visszakerült a vágószobába, ahol eltávolítottak belőle egy a beleegyezési korhatárt nem betöltött személyt magában foglaló, szexuális tartalmú jelenetet. A film mindezen jellemzői mellett a stúdióvezetők úgy váltak nyugodtabbá, hogy a promóció az akció és a humor felől közelítette meg a produkciót. Peter Berg meg is jegyezte, „A film reklámanyagai sokkal barátságosabbak magánál a filmnél.” Az MPAA végül megadta a filmnek a kívánt korhatárt, s az ezt befolyásoló kitétel a következőre módosult: „néhány intenzív sci-fi akciós és erőszakos jelenet, illetve nyelvezet”. Magyarországon a Filmiroda Igazgatóság korhatár-besoroló bizottsága 16-os karikával látta el a Hancockot.
A Hancock eredeti címe Tonight, He Comes volt, majd John Hancockra változott, mielőtt elnyerte végleges formáját. A marketingtanácsadók igyekeztek hatni a forgalmazó Sony Picturesre ennek megváltoztatása felől (ti. a „cock” szótag önmagában egyéb, pejoratív jelentéssel is bír az angol nyelvben), olyan alternatívákat ajánlva, mint a Heroes Never Die (szó szerint: A hősök sosem halnak meg), Unlikely Hero (Valószínűtlen hős) és Less Than Hero (Kevesebb, mint hős). A javaslatok ellenére a Sony maradt a Hancocknál, a film reklámhadjáratát pedig a sztárra, Will Smithre remélték alapozni.

### Kritikai visszhang
A Hancock vegyes fogadtatásra talált a kritikusok körében; nagyobbrészt elutasító véleményekkel kellett szembesülnie a produkciónak. Az alapvető álláspont szerint az ígéretes kezdést tönkreteszi a gyenge történet és kivitelezés. Az amerikai újságírók írásait tömörítő Rotten Tomatoes weboldalon a több mint 200 kritika 39%-a tanúskodik pozitív visszajelzésről.
Todd McCarthy a Varietytől így ír a filmről: „Az érdekfeszítő koncepciót aláássa az alsós dramaturgia.” Véleménye szerint a „vulgáris ökörködés” nem passzol „Berg nyers vizualitásának durva realizmusához”, a film pedig „illogikus” lejtmenetbe kapcsol az „élvezetes és kellően valószerű” első felét követően. Stephen Farber dicsérte a színészgárdát a The Hollywood Reporter oldalain, ám az volt a benyomása, a film kiterjedt fejlesztése csökkentette minőségét. „Valahol menet közben ez a csípős fekete komédia elvesztette méregfogát” – írja. Meglátása szerint a film cselekménye már félúton megoldódik, s „vígjátékból romantikus vígjátékba vált, és behoz egy körülményes mellékszálat, aminek nem nagyon van értelme.” Farber ítélete szerint „A vizuális effektek lélegzetelállítóak, de az igazi sztár Smith, aki újfent tanúbizonyságot tesz színészi kvalitásairól, akárcsak erőlködés nélküli karizmájáról, s akinek ez a film csak időnként érdemli meg emberfeletti képességeit.”

### Box office
A film öt napra nyúlt észak-amerikai nyitóhétvégéjét megelőzően a lehetséges bevétellel kapcsolatos előrejelzések 70 millió dollártól egészen 125 millió dollárig nyúltak. A CinemaScore adatai szerint az első nézők „B+”, vagyis „négyes fölé” osztályzatot adtak a Hancocknak. Az első vetítések már 2008. július 1-jén este megkezdődtek 3680 filmszínházban, s ezek révén 6,8 millió dollár gyűlt össze még a hivatalos premier előtt. A következő napon már 3965 mozi műsorán szerepelt a film, s a függetlenség napját is magában foglaló hosszú hétvége leforgása alatt 103,9 millió dollárt keresett összesen a Sony Pictures bemutatója az Egyesült Államokban és Kanadában. Ez az összeg a kiemelt időpont harmadik legjobbja az egy évvel korábbi Transformerst és a 2004-es Pókember 2-t követve, egyúttal Will Smith ötödik függetlenség napi debütje, melyek közül egyben a legsikeresebb is. A Hancock a színész nyolcadik #1 startját jegyzi zsinórban, illetve a tizenkettediket az összeset figyelembe véve. A rendező, Peter Berg karrierje legeredményesebb produkcióját üdvözölheti a szuperhős-moziban.
Észak-Amerikán kívül július első napjaiban a Hancock 78,3 millió dollárnak megfelelő összeggel indított, ami 50 ország 5444 vásznáról folyt be, vagyis átlagosan 14 382 dollár minden moziteremből. Az 50 piacról 47-ben a nézettségi rangsor legtetején startolt a film, a legerősebbek ezek közül az Egyesült Királyság (19,3 millió dollár), Németország (12,4 millió), Dél-Korea (8,5 millió), Ausztrália (7,3 millió dollár) és Kína (5,5 millió dollár) voltak. Az utóbbi országban ez akkor minden idők negyedik legmagasabb nyitányát jelentette a hollywoodi produkciók között. A film összbevétele az ötnapos nyitóhétvégén világszerte 185,6 millió dollárt mutatott.
A 2008. július 11–13. tartó második hétvégén a Hancock a második helyre szorult vissza hazájában, a listára újként belépő Hellboy II: Az Aranyhadsereg mögé. A 32,1 millió dolláros bevétel 48,8%-os, arányaiban mérsékelt csökkenést jelent az előző héthez képest. A világ többi részén a film vetítései 8125 vászonra bővültek, további 16 piacot bevonva, köztük Franciaországot, Mexikót és Oroszországot. A legnézettebb filmnek így másodjára is a Hancock bizonyult nemzetközi berkekben, 71,4 millió dolláros összeggel. Az orosz nézőket 11,7 millió, míg a franciákat 10,1 millió dollár értékben érdekelte a produkció az első napokban.
Magyarországon a megszokottól eltérően már szerdától, július 2-ától játszották a filmet a mozik. Ezen a napon csak Budapesten 6,9 millió forintos bevételt ért, amivel már a heti listára is felkerült, a hetedik helyre. Az első teljes műsorhéten 36 693 néző váltott rá jegyet a fővárosban, immáron 48 millió forintra növelve a film bevételét, s a toplista második helyéhez juttatva a szintén debütáló Kung Fu Panda mögött. A Hancockot 6,3%-kal többen látták hét nap leforgása alatt, mint Smith fél évvel korábban vetített sci-fijét, a Legenda vagyokot.
Végül a Hancock 624,4 millió dolláros bevételre tett szert – 227,8 millióra az Egyesült Államokban és Kanadában, 396,4 millióra pedig a világ többi részén.